# Buschwiesen von Höchst

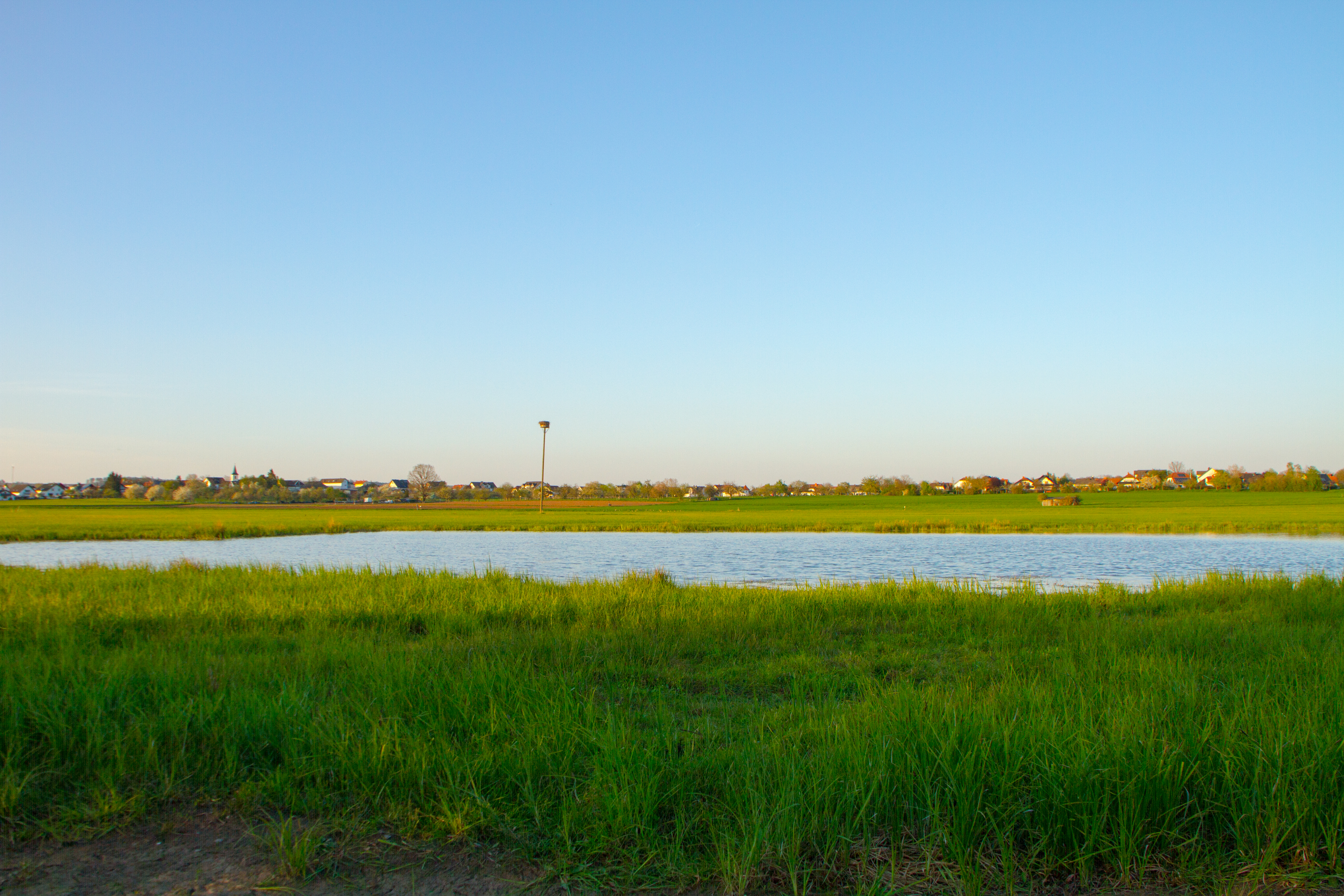
Naturschutzgebiet Buschwiesen von Höchst (April 2019)

Das Naturschutzgebiet Buschwiesen von Höchst liegt auf dem Gebiet der Gemeinde Altenstadt im Wetteraukreis in Hessen.
Das 62,34 ha große Gebiet, das im Jahr 1982 unter der Kennung 1440008 unter Naturschutz gestellt wurde, erstreckt sich östlich und südöstlich von Höchst an der Nidder und westlich und südwestlich von Oberau, beide Ortsteile der Gemeinde Altenstadt. Nordwestlich des Gebietes verläuft die B 521 und östlich die Landesstraße L 3189. Durch das Gebiet hindurch verläuft die Kreisstraße K 232 und fließt der Schwarzlachgraben, ein linker Zufluss der am westlichen Rand fließenden Nidder.